# 乔日丹遗址
乔日丹遗址，位于中国青海省循化县文都乡拉兄村，为青海省市县级文物保护单位，公布日期为1987年6月10日，类型为古遗址。
乔日丹遗址的历史年代为卡约文化。